# Sciara uichancoi
Sciara uichancoi är en tvåvingeart som beskrevs av Franklin William Pettey 1918. Sciara uichancoi ingår i släktet Sciara och familjen sorgmyggor.
Artens utbredningsområde är Filippinerna. Inga underarter finns listade i Catalogue of Life.